# GoPro Grand Prix of Sonoma

Mapa do Infineon Raceway

Com o nome oficial de GoPro Indy Grand Prix of Sonoma desde 2012, (no Brasil: Grande Prêmio de Sonoma) a corrida é disputada no Infineon Raceway, em Sonoma, Califórnia.
A prova foi disputado pela primeira vez em 1970 pela USAC Championship Car. Desde 2005, a prova passou ser parte da IndyCar Series.

## Vencedores

### USAC Championship Car
| Ano  | Data       | Vencedor   | Chassis | Motor |
| ---- | ---------- | ---------- | ------- | ----- |
| 1970 | 4 de abril | Dan Gurney | Eagle   | Ford  |

### IndyCar Series
| Ano  | Data         | Vencedor          | Chassis | Motor     |
| ---- | ------------ | ----------------- | ------- | --------- |
| 2005 | 28 de agosto | Tony Kanaan       | Dallara | Honda     |
| 2006 | 27 de agosto | Marco Andretti    | Dallara | Honda     |
| 2007 | 26 de agosto | Scott Dixon       | Dallara | Honda     |
| 2008 | 24 de agosto | Hélio Castroneves | Dallara | Honda     |
| 2009 | 23 de agosto | Dario Franchitti  | Dallara | Honda     |
| 2010 | 22 de agosto | Will Power        | Dallara | Honda     |
| 2011 | 28 de agosto | Will Power        | Dallara | Honda     |
| 2012 | 26 de agosto | Ryan Briscoe      | Dallara | Chevrolet |
| 2013 | 25 de agosto | Will Power        | Dallara | Chevrolet |

## Outros nomes

### USAC Championship Car
- Golden State 150 (1970)

### Indy Racing League
- Argent Mortgage Indy Grand Prix (2005)
- Indy Grand Prix of Sonoma (2006, 2010-2011)
- Motorola Indy 300 Pres. by Jackson Rancheria Casino & Hotel (2007)
- Peak Antifreeze & Motor Oil Indy Grand Prix of Sonoma County (2008)
- Peak Antifreeze Grand Prix of Sonoma County (2009)

## Ligações Externas
- «Página oficial» (em inglês). da IndyCar Series
- «www.champcarstats.com» (em inglês)